# Евгени Димитров – Маестрото
Вижте пояснителната страница за други личности с името Евгени Димитров.
Евгени Маргаритов Димитров под прякор Маестрото е български музикант и продуцент. Бил е продуцент на музикалното ТВ предаване „Гласът на България“ по bTV.

## Биография
Евгени Димитров е роден на 20 януари 1969 г. в град София. Започва да свири на пиано на пет години и половина. Първите си изяви прави по семейни тържества заедно с баща си, където свири на барабан, бас китара, а по-късно и на синтезатор. Научава много народни песни.
В Средното музикално училище „Панайот Пипков“, гр. Плевен, заедно със съученици, свири във ВИГ „Реприз“. Малко по-късно с Годжи и Герасим (бивш член на Ку-ку бенд) създават групата „Експеримент“, изнасят много концерти, като изпълняват само собствени композиции с рок и фолклорни елементи. В ученическите си години Евгени Димитров печели Втора награда от Националния конкурс за млади изпълнители в София (1982 г.), Първа награда от Националния конкурс „Светослав Обретенов“ в Провадия (1986 г.) и др.
Двете задължителни години в редовете на армията за Евгени преминават в Младежкия мъжки хор към представителния ансамбъл на Строителни войски, където е корепетитор, хор-майстор и водач на баритоните. Участва в няколко концерта, посветени на 200-годишнината на Френската революция в София, Варна и Страсбург, заедно със Софийската и Лионската филхармонии. Времето прекарва в репетиции, концерти и безкрайни пътувания, които му помага да се усъвършенства в различни стилове в музиката.
Висшето си образование Евгени Димитров завършва в Държавната музикална академия „Проф. Панчо Владигеров“ – София, преподават му проф. Иван Ефтимов и проф. Люба Обретенова. Три години изучава орган при професор Нева Кръстева.
През 1993 г. е поканен от Слави Трифонов да свири на промоцията на първия албум на Ку-ку бенд – „Ръгай чушки в боба“.
От 4 ноември 2019 г. е директор на телевизия „7/8“.

## Личен живот
През юни 2023 г. се жени за Виктория Готева. 
На 22 януари 2025 г. Виктория ражда сина им Евгени, кръстен на баща си.